# Плехівський заказник

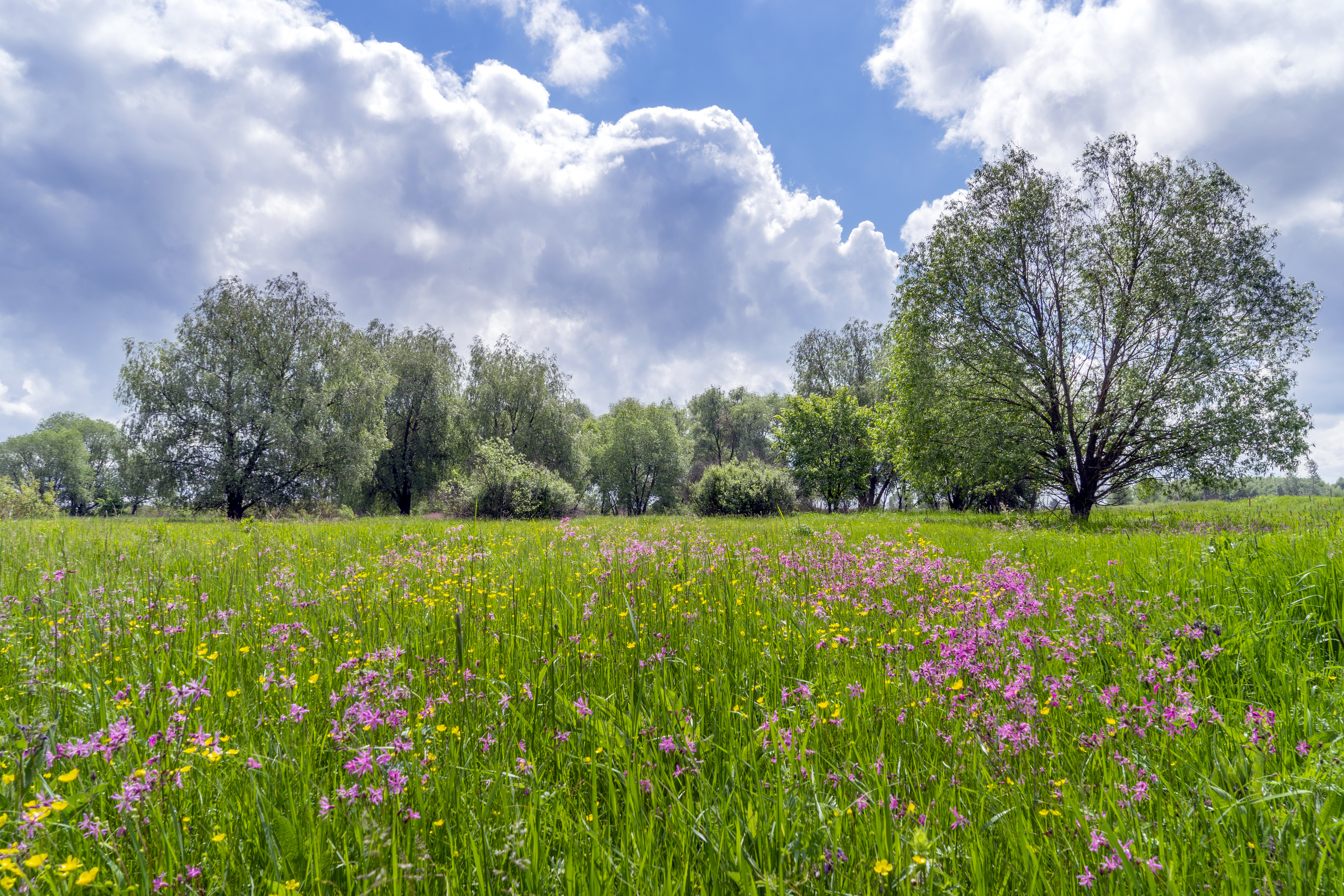

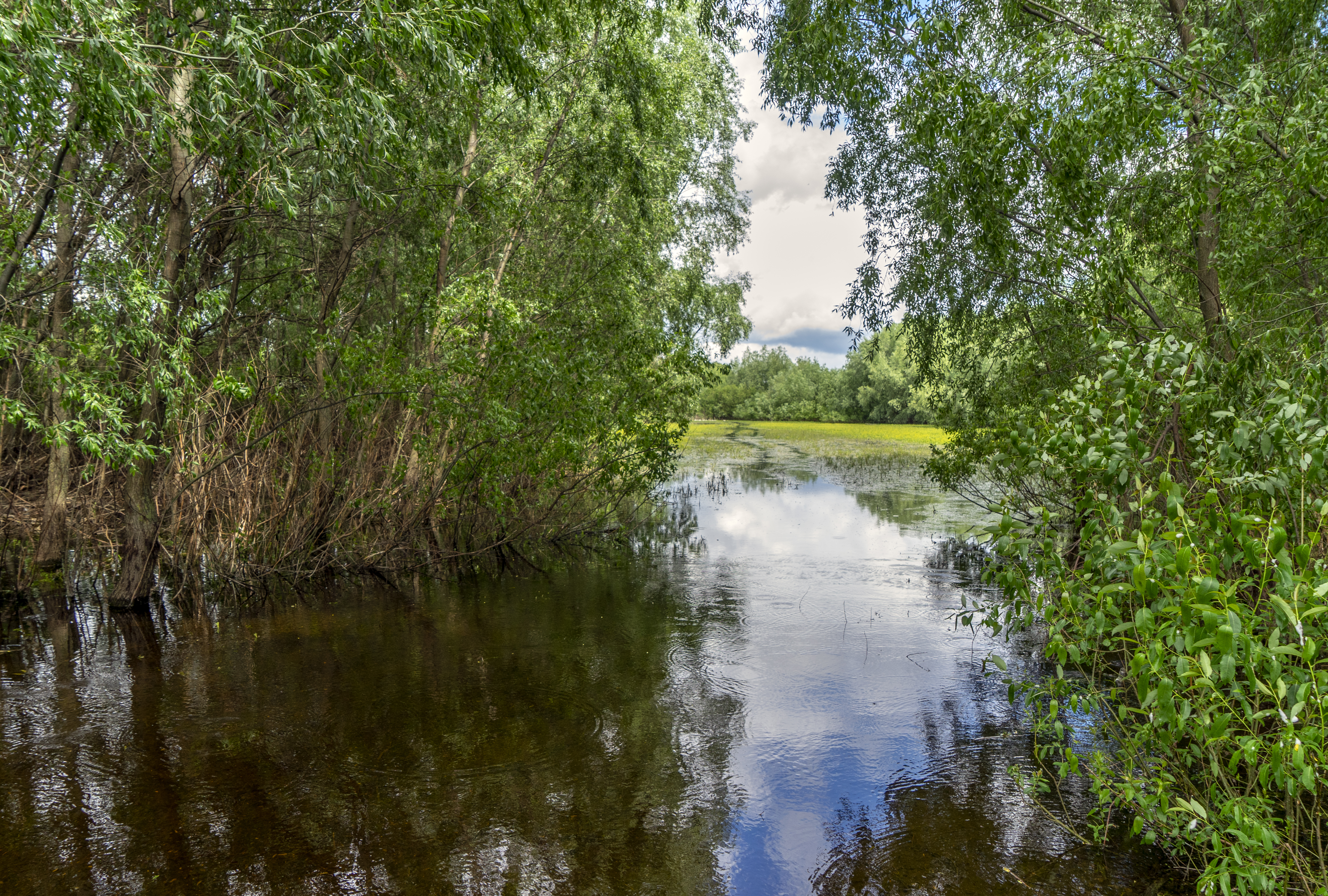

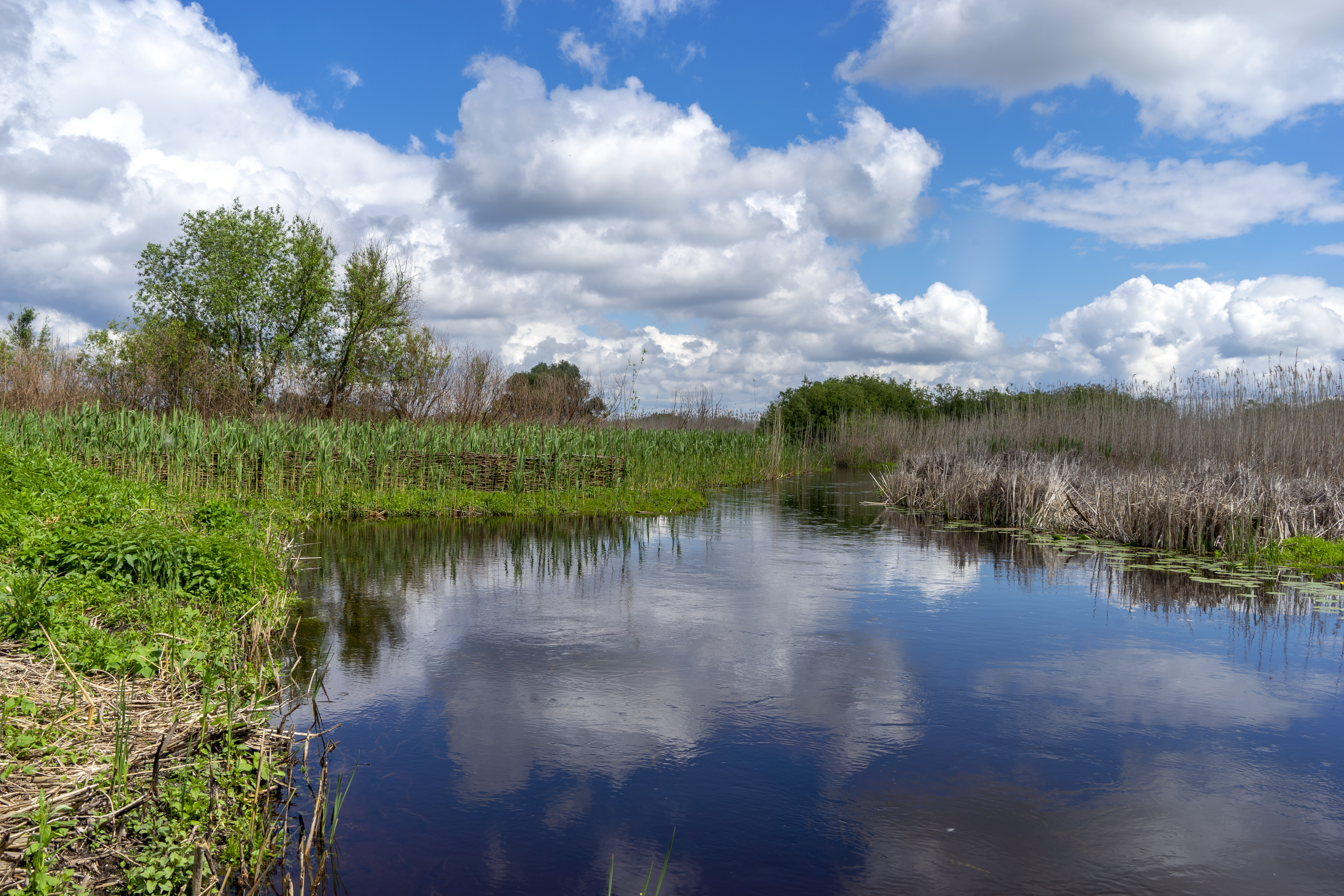

Пле́хівський зака́зник — гідрологічний заказник загальнодержавного значення в Україні. Розташований у межах Лубенського району Полтавської області, на схід/південний схід від села Плехів.
Площа 500 га. Статус присвоєно згідно з Постановою РМ УРСР № 132 від 25.02.1980 року. Перебуває у віданні: Плехівська сільрада.
Землі заказника є типовим заплавним комплексом річки Сули (і частково Оржиці), велику частину якого займають болота, луки та озера.
Є прибережно-водна, водна, болотяна, лугова рослинність. Береги боліт поросли очеретом звичайним і рогозом вузьколистим, рідше широколистим і кугою озерною. Деякі чагарники сягають 5 м заввишки. Трапляється лепешняк великий, чистець болотний, щавель водяний, очеретянка звичайна, підмаренник болотяний, рдесник, кушир темно-зелений, а також рідкісний вид — вольфія безкоренева. Є багато лікарських трав: лепеха болотяна, водяний перець, живокіст лікарський тощо. У заказнику ростуть також глечики жовті і два види латаття (латаття біле і латаття сніжно-біле), які є реліктовими для України та охороняються законом.
З тварин тут водяться: лось, лисиця звичайна, куниця кам'яна, кабан й інші. Проживає 240 видів наземних хребетних, 14 з них занесені до Червоної книги України, 6 видів занесено до Європейського червоного списку, а 23 види вважаються регіонально рідкісними. Багатий видовий склад птахів — 185 видів. Тут водяться лебідь-шипун, мала біла чапля, шуліка чорний та інші.
Входить до складу Нижньосульського національного природного парку.

## Галерея

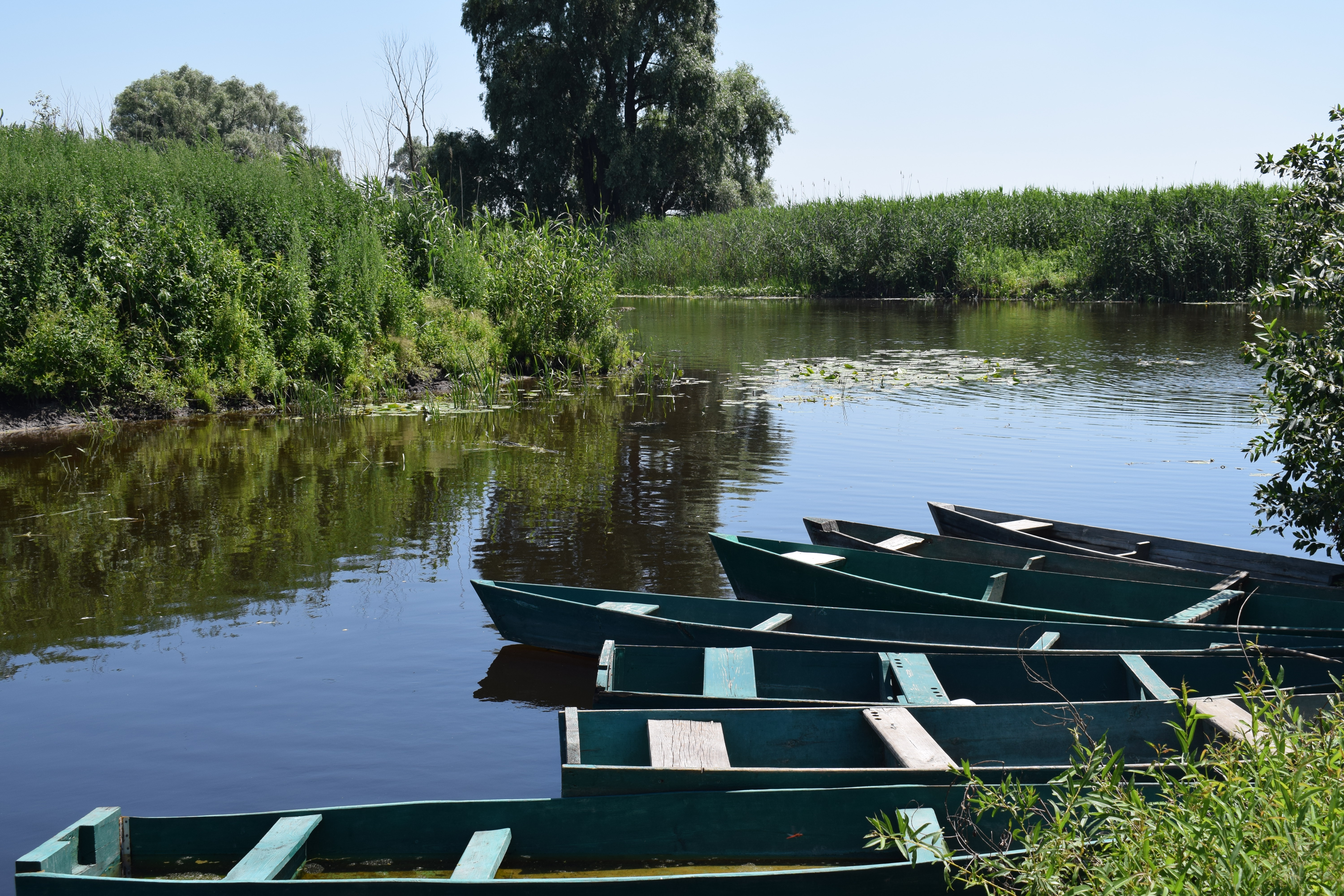
Береги річки Сули
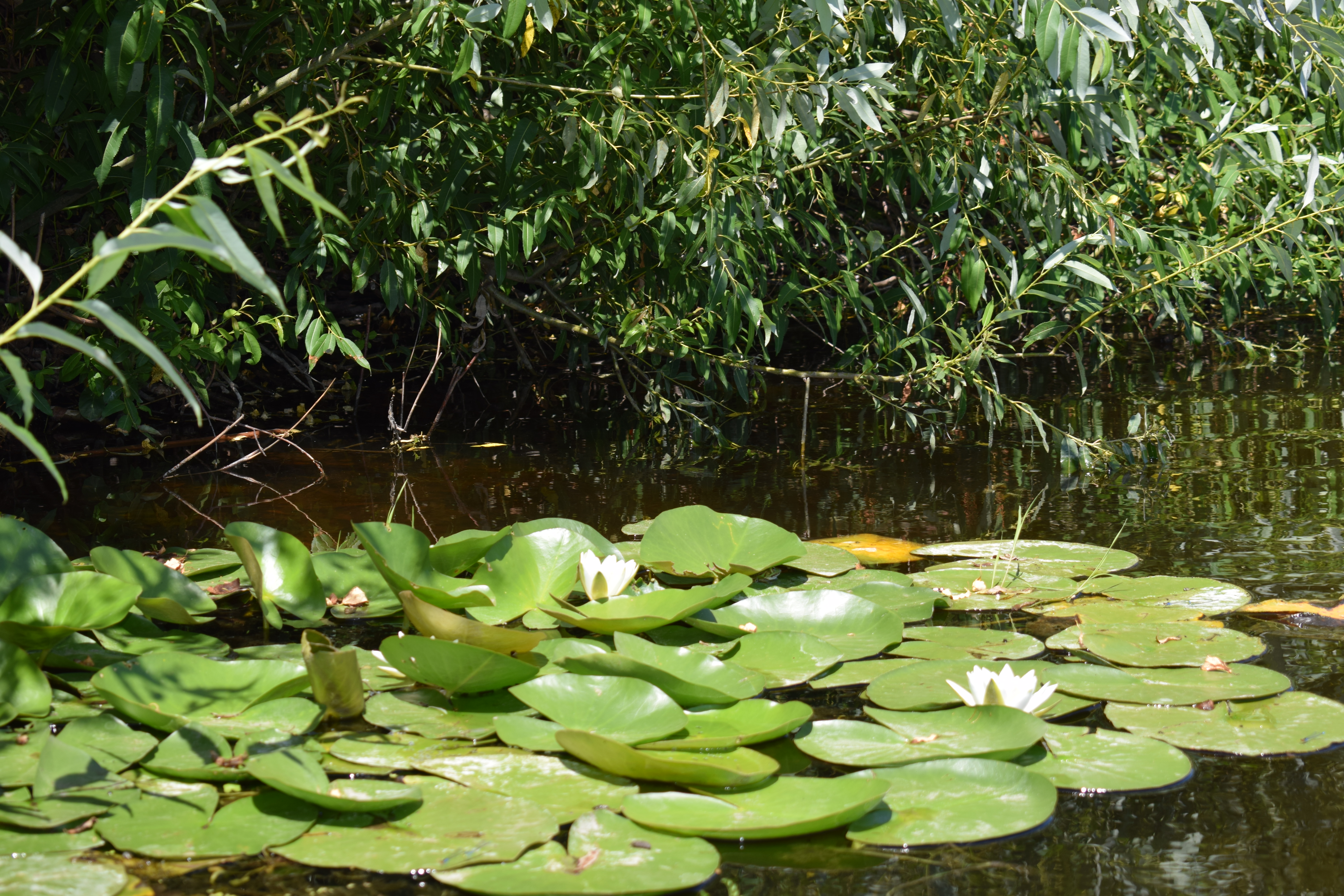
Латаття біле на річці Сула
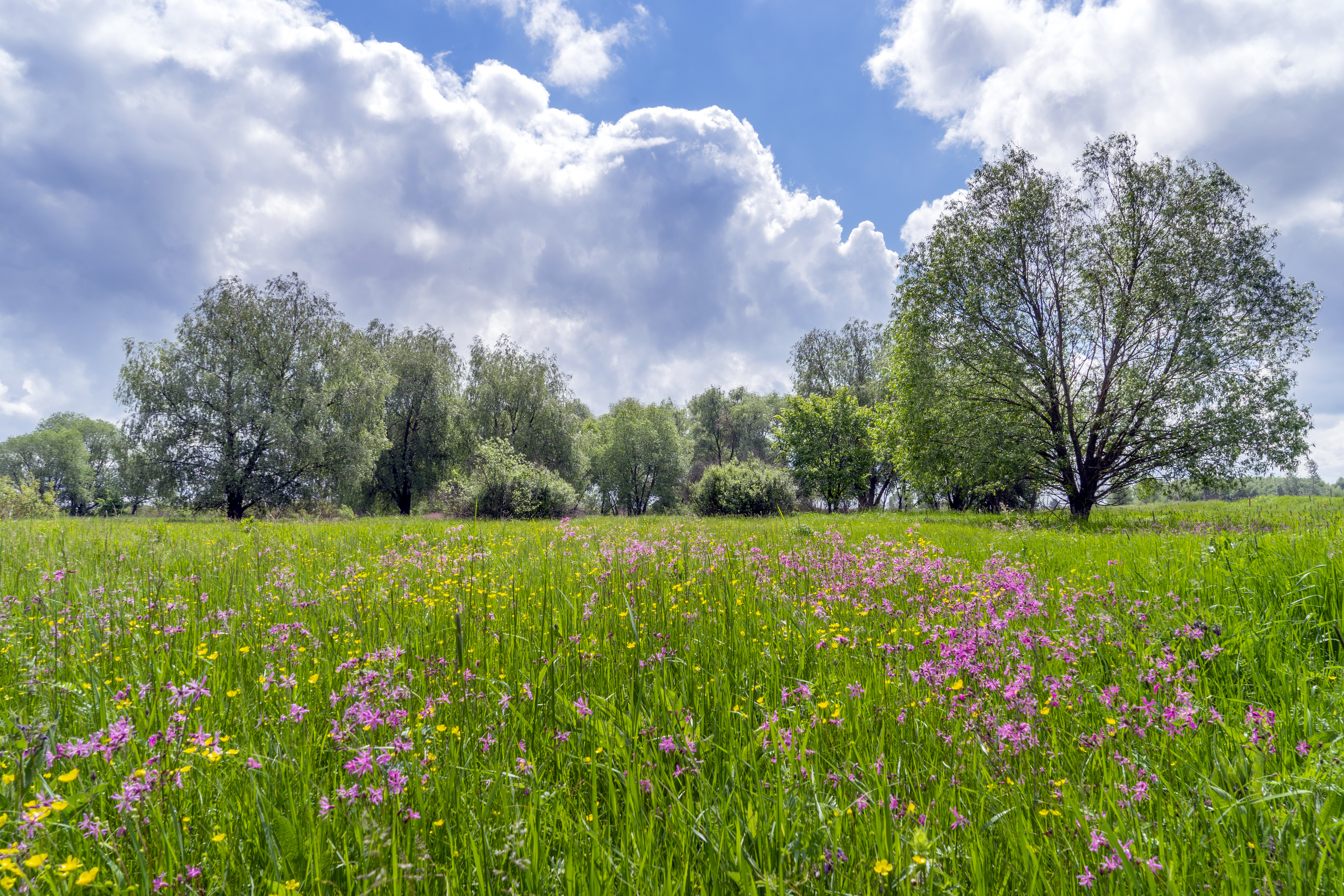
Цвітіння (червень 2020)